# ایزو یوگوچی
ایزو یوگوچی (به انگلیسی: Eizo Yuguchi) بازیکن فوتبال اهل ژاپن و عضو تیم ملی فوتبال ژاپن است که در تاریخ ۱۸ اکتبر ۱۹۶۹ میلادی اولین بازی ملی‌اش را انجام داد. او در ۵ بازی ملی حضور داشت و آخرین بازی ملی خود را در تاریخ ۱۸ دسامبر ۱۹۷۰ میلادی انجام داد. ایزو یوگوچی در بازی‌های ملی‌اش
۱ گل به ثمر رساند.